# For the Stars
Albums de Elvis Costello with Anne Sofie von Otter
The Sweetest Punch
(1999) When I Was Cruel
(2002)
For the Stars (2001) est un album d'Elvis Costello et Anne Sofie von Otter.

## Liste des pistes
| No  | Titre                                     | Auteur                          | Durée |
| --- | ----------------------------------------- | ------------------------------- | ----- |
| 1.  | No Wonder                                 | Elvis Costello                  | 3:37  |
| 2.  | Baby Plays Around                         | Cait O'Riordan, Declan MacManus | 3:13  |
| 3.  | Go Leave                                  | Kate McGarrigle                 | 2:50  |
| 4.  | Rope                                      | Costello, Fleshquartet          | 3:57  |
| 5.  | Don't Talk (Put Your Head on My Shoulder) | Brian Wilson, Tony Asher        | 3:12  |
| 6.  | Broken Bicycles/Junk                      | Paul McCartney, Tom Waits       | 4:06  |
| 7.  | The Other Woman                           | Jessie Mae Robbinson            | 3:36  |
| 8.  | Like an Angel Passing Through my Room     | Benny Andersson, Björn Ulvaeus  | 5:03  |
| 9.  | Green Song                                | Costello, Svante Henryson       | 4:38  |
| 10. | April After All                           | Ron Sexsmith                    | 2:52  |
| 11. | You Still Believe in Me                   | Wilson, Asher                   | 3:09  |
| 12. | I Want to Vanish                          | Costello                        | 2:41  |
| 13. | For No One                                | John Lennon/Paul McCartney      | 2:00  |
| 14. | Shamed Into Love                          | MacManus, Rubén Blades          | 3:47  |
| 15. | Just a Curio                              | Costello, Fleshquartet          | 4:18  |
| 16. | This House Is Empty Now                   | Burt Bacharach, Costello        | 4:39  |
| 17. | Take It With Me                           | Kathleen Brennan, Waits         | 3:17  |
| 18. | For the Stars                             | Costello                        | 2:46  |